# 윈튼 마살리스
윈튼 마살리스(Wynton Marsalis, 1961년 10월 18일 ~ , 미국 뉴올리언스 출생)는 트럼펫 연주자 및 작곡가이다. 연주하는 음악의 장르는 모던 재즈와 서양 고전 음악이다.
윈튼 마살리스는 세련되었으면서도 소박한 스타일과 재즈와 재즈 역사에 대한 해박한 지식, 그리고 클래식 트럼펫 연주 기교를 갖춰 재즈 연주와 작곡에 있어 명성을 쌓아 왔다. 2006년을 기준으로 서양 고전 음악 음반 16장과 재즈 음반 30장 이상을 녹음하였으며, 양쪽 장르에서 9번 그래미상을 받았다.

## 교육적
- 2006년 - 《Master Class Jazz》
- 2006년 - 《Master Class Trumpet]]
- 2008년 - 《The History of the Trumpet》

## 어린이
- 1999년 - 《Listen to the Storytellers: A Trio of Musical Tales From Around The World》

## 클래식
- 1983년 - 《Haydn, Hummel, L. Mozart: Trumpet Concertos》
- 1984년 - 《Wynton Marsalis Plays Handel, Purcell, Torelli, Fasch, and Molter》
- 1986년 - 《Tomasi, Jolivet: Trumpet Concertos》
- 1987년 - 《Carnaval》
- 1988년 - 《Baroque Music for Trumpets》
- 1988년 - 《Portrait of Wynton Marsalis》
- 1989년 - 《Works By Husa, Copland, Vaughan Williams, and Hindemith》
- 1990년 - 《Haydn: Three Favorite Concertos》
- 1992년 - 《Baroque Duet》
- 1992년 - 《A Carnegie Hall Christmas Concert》
- 1992년 - 《Concert for Planet Earth》
- 1993년 - 《On the Twentieth Century》
- 1994년 - 《The London Concert》
- 1996년 - 《In Gabriel’s Garden》
- 1998년 - 《Classic Wynton》
- 1999년 - 《A Fiddler’s Tale》
- 1999년 - 《At The Octoroon Balls - String Quartet No. 1》
- 2007년 - 《The Essential Wynton Marsalis》
- 2019년 - 《Wynton Marsalis: Violin Concerto; Fiddle Dance Suite》
- 2021년 - 《Blues Symphony》

## 재즈
- 2005년 - 《Live at the House of Tribes》
- 2007년 - 《From the Plantation to the Penitentiary》

## 저서
- 《재즈 선언》(황덕호 역, 포노, 2018)